# Ivankivské historické a vlastivědné muzeum
Ivankivské historické a vlastivědné muzeum (ukrajinsky Іванківський історико-краєзнавчий музей) je malé regionální muzeum ve městě Ivankiv v Kyjevské oblasti na Ukrajině.

## Historie muzea a jeho sbírka
Muzeum bylo otevřeno 21. února 1981 v bývalém panském domě, který byl v sovětském období radikálně přestavěn. Ve sbírce muzea se nacházely především předměty zachycují historii regionu od doby kamenné do 2. světové války. Nejcennější částí sbírky byl soubor obrazů od ukrajinské naivistické malířky Marije Prymačenko.

## Zničení muzea za ruské invaze
Během ruské invaze na Ukrajinu bylo muzeum vypáleno a většina obrazů Marije Prymačenko shořela.  Několik obrazů se podařilo zachránit díky pomoci místních obyvatel a několik dalších bylo dočasně zapůjčeno v Kyjevě.